# Szczepan Biliński
Szczepan Biliński, né le 14 décembre 1949 à Cracovie, est un zoologiste polonais, en 1999-2005 doyen de la Faculté de biologie et des sciences de la Terre de l'Université Jagellonne, en 2005-2012 vice-recteur de l'Université Jagellonne, membre titulaire de l'Académie polonaise des sciences (PAN), membre et depuis 2015 secrétaire général de l'Académie polonaise des arts et sciences (PAU). 

## Biographie
En 1972, il est diplômé en biologie de l'Université Jagellonne. En 1975, il soutient son doctorat en sciences et reçoit en 1990 le titre de professeur. 
En 1987–1999, il est directeur de l'Institut de zoologie, de 1999 à 2005 doyen de la Faculté de biologie et des sciences de la Terre de l'Université Jagellonne, et de 2005 à 2012, il est vice-recteur de l'Université Jagellonne pour la recherche et la coopération internationale. En 2012, il se présente sans succès au poste de recteur de l'Université Jagellonne,. 
Il est membre de l'Académie polonaise des sciences (membre correspondant de la PAN depuis 2002, membre titulaire depuis 2016) et de la PAU (membre correspondant depuis 1992, membre effectif depuis 2008). Le 20 juin 2015, lors de l'assemblée générale de l'Académie polonaise des arts et des sciences, il en est élu secrétaire général, en remplacement de Jerzy Wyrozumski. 
Ses intérêts scientifiques comprennent la biologie du développement et biologie cellulaire, fonction des connexions intercellulaires, accumulation et localisation de différents types d'ARN (ARNr, ARNm et ARNn) dans le cytoplasme de l'ovule, rôle structurel de l'ARN dans l'organisation du cytosquelette et phylogénie des invertébrés. 
En 2005, il reçoit la Croix d'Or du Mérite et en 2013 la Croix d'officier de l'Ordre Polonia Restituta. En 2014, il reçoit un doctorat honoris causa de l'Université Vasyl-Stefanyk d'Ivano-Frankivsk. 
Il est marié à la biologiste Barbara Bilińska.
Sa sœur Teresa (née en 1950) est l'épouse de Marek Dominik Estreicher (né en 1944), le petit-fils de Tadeusz Estreicher (1871–1952). 

## Distinctions
- Officier de l'ordre Polonia Restituta